# Frederick Segura
Pour les articles homonymes, voir Segura (homonymie).
Segura   est un nom espagnol. Le premier nom de famille, en général paternel, est Segura.
Frederick Segura (né le 16 janvier 1979) est un coureur cycliste vénézuélien. 

## Palmarès sur piste
- 2006
  -  Médaillé d'argent de la poursuite par équipes aux Jeux d'Amérique centrale et des Caraïbes[1]
  -  Médaillé de bronze de la poursuite par équipes aux championnats panaméricains[2]

## Palmarès sur route

### Par années
- 2002
  - 6e étape du Tour du Venezuela
- 2006
  - 12e étape du Tour du Venezuela
  - Prologue de la Vuelta a la Independencia Nacional
- 2007
  - 8e étape du Tour du Venezuela
  - 5e étape du Tour du Zulia
  - 3e du Tour du Zulia
- 2008
  - 12e étape du Tour du Venezuela
- 2010
  - Coupe de la fédération vénézuélienne de cyclisme
  - 2ea étape du Tour du Venezuela
- 2012
  - Classique de l'anniversaire de la fédération vénézuélienne de cyclisme
  - Coupe de la fédération vénézuélienne de cyclisme
  - 2e du championnat du Venezuela sur route

### Classements mondiaux
| Année            | 2005 | 2006 | 2007 | 2008 | 2009 | 2010 | 2011 | 2012 | 2013 |
| ---------------- | ---- | ---- | ---- | ---- | ---- | ---- | ---- | ---- | ---- |
| UCI America Tour | 287e | 226e | 226e | 112e | 216e | 76e  | 325e | 86e  | 293e |